# Partit Obrer Francès
El Partit Obrer Francès (POF) (en francès: Parti Ouvrier Français, POF) fou el primer partit socialista marxista de França. Es fundà al Congrés obrer de Marsella de 1879. Significà la primera expressió política del marxisme francès, en la seva versió més mecanicista, que era la que forjà el seu principal dirigent, Jules Guesde.
El 1882 al Congrés de Saint-Étienne la branca socialista reformista del partit, encapçalada per Paul Brousse s'escindí i formà el Parti Ouvrier Socialiste Révolutionnaire (POSR), de caràcter reformista, que participava de la construcció de l'Estat liberal burgès.
El 1901 el POF es fusionà amb altres forces socialistes (com el POSR de Paul Brousse) per formar el Partit Socialista de França; d'ideologia gesdista.
El 1905, el Partit Socialista de França i el Partit Socialista Francès de Jean Jaurès es fusionaren per formar la Section Française de l'Internationale Ouvrière (SFIO).